# Ешету Тура
Ешету Тура  (амх. አሸቱ ቱራ, 19 січня 1950) — ефіопський легкоатлет, олімпійський медаліст.

## Виступи на Олімпіадах
| Олімпіада   | Дисципліна | Місце |
| ----------- | ---------- | ----- |
| Москва 1980 | стиплчез   | 3     |